# Paraliochthonius hoestlandti hoestlandti
Paraliochthonius hoestlandti hoestlandti es una subespecie de arácnido  del orden Pseudoscorpionida de la familia Chthoniidae.

## Distribución geográfica
Se encuentra en las islas Madeira en Portugal.